# Лоліта (фільм, 1962)
«Лоліта» (англ. Lolita) — американський кінофільм 1962 року, знятий Стенлі Кубриком за однойменним романом Володимира Набокова. Перша екранізація твору.

## Сюжет
Головний герой фільму Гумберт заходить у занедбаний маєток і питає про дівчинку на ім'я Лоліта, проте її колишній друг Квілті не пам'ятає її. Після того, як Гумберт вбиває Квілті, дія фільму переноситься на чотири роки тому.
Професор французької літератури Гумберт проводить літо в невеликому місті Рамсдейл перед тим, як почати роботу в коледжі Бердслі в штаті Огайо. У пошуках квартири Гумберт відвідує будинок Шарлотти Гейз, вдови середнього віку. Гумберт, якому не подобається манера поведінки господині, збирається відмовитися від пропозиції. Однак у саду він бачить її 12-річну дочку, яка засмагає в купальному костюмі, і відразу погоджується знімати кімнату в будинку. Гумберт відвідує шкільний вечір, де Шарлотта зустрічає Клера Квілті, який раніше приїжджав до їхнього міста і був в її будинку.
Після її від'їзду Гумберт отримує листа, де Шарлотта зізнається йому в любові. Гумберт вирішує одружитися з нею, щоб мати можливість бачити Лоліту. Однак після медового місяця Шарлотта виявляє щоденник Гумберта, де той пише про ставлення до неї та її дочки. Влаштувавши скандал, Шарлотта вибігає на вулицю і гине під колесами автомобіля.
Гумберт забирає Лоліту з табору, сказавши, що її мати захворіла. Вони починають подорож на автомобілі та ночують у мотелях. В одному з готелів Гумберт зустрічає Клера Квілті, якого приймає за поліцейського. Квілті розмовляє з ним і ставить незручні для Гумберта питання. Наступного ранку Гумберт і Лоліта вступають у сексуальний зв'язок. Через кілька днів Гумберт розповідає їй про смерть матері, і Лоліта просить не кидати її.
Обидва переїжджають у Бердслі, де Гумберт читає курс лекцій. Ревнуючи до школярів, Гумберт прагне обмежити контакти Лоліти з ними. Він забороняє їй відвідувати репетиції шкільного спектаклю. Наступного дня до нього приходить шкільний психолог Земф, який переконує Гумберта дозволити Лоліті брати участь у репетиціях. Після вистави, серед постановників якої був Квілті, Гумберт вирішує відправитися в нову подорож, побоюючись, що Лоліта буде зустрічатися з молодими людьми.
У подорожі Гумберт помічає, що за ними кілька днів слідує чийсь автомобіль. На бензозаправці з вікна туалету він бачить, як Лоліта розмовляє з водієм цього автомобіля. Незабаром Лоліта через застуду потрапляє в лікарню. В одну з ночей Гумберта будить телефонний дзвінок, невідомий задає йому питання про його сексуального життя. Стривожений Гумберт направляється до лікарні, де дізнається, що ввечері Лоліту забрав чоловік, який представився її дядьком.
Через кілька років Гумберт отримує лист від Лоліти, в якому вона просить грошей. Він зустрічається з Лолітою і її чоловіком Діком. Лоліта, що знаходиться на шостому місяці вагітності, розповіла про свій зв'язок з Клером Квілті, в якого вона була закохана ще до зустрічі з Гумбертом. Квілті випадково зустрів Лоліту і Гумберта в мотелі, де він представився поліцейським, і здогадався про їхні стосунки. З цього моменту він почав переслідувати Гумберта, бажаючи познущатися. Квілті видавав себе за доктора Земфа (на репетиціях у Лоліти були побачення з ним), він переслідував їх в дорозі, він забрав Лоліту з лікарні і тієї ж ночі подзвонив Гумберту. Потім Квілті відвіз Лоліту в Нью-Мексико і незабаром вигнав її з дому. Гумберт просить Лоліту кинути чоловіка і їхати з ним, але вона відмовляється.
Потім Гумберт відправляється на пошуки Квілті, дія переходить до сцени, з якої почався фільм. У кінці фільму кажуть, що Гумберт помер у в'язниці, чекаючи суду за вбивство.

## У ролях
- Джеймс Мейсон — Гумберт Гумберт
- Шеллі Вінтерс — Шарлотта Гейз
- Сью Лайон — Дорорес «Лоліта» Гейз
- Пітер Селлерс — Клер Квілті
- Гері Кокрелл — «Дік» Шиллер
- Джеррі Стовін — Джон Фарлоу (адвокат із Рамсдейла)
- Дайана Деккер — Джин Фарлоу
- Лоіс Максвелл — сестра Мері Лор
- Сес Ліндер — доктор Кіджи (в лікарні)
- Білл Грін — Джордж Суайн (менеджер нічного готелю в Брайстоні)
- Ширлі Дуґлас — місіс Старч (учителька піаніно в Рамсдейлі)
- Меріенн Стоун — Вівіан Даркблум
- Меріон Мат'є — міс Лебоун
- Джеймс Дайренфорт — Фредерік Білл-старший
- Максин Голден — Мітч Фромкісс (портьє готелю)
- Джон Гаррісон — Том

## Створення
Стенлі Кубрик наприкінці 50-их — початку 60-их рр. ХХ ст. просить Володимира Набокова адаптувати свій роман для екранізації. Письменник готує 400-сторінкову версію сценарію, що він потім скоротить до 200 сторінок. Остаточну версію сценарію опрацьовував сам Кубрик, а варіант Набокова ввійшов у фільм лишень на 20 % (згодом Набоков опублікує свій оригінальний сценарій, шкодуючи, що втратив багато часу на написання сценарію, який було безжалісно пошматовано під час зйомок). Також Кубрик розумів, що для одержання схвалення з боку Виробничого кодексу, сценарій не має бути надмірно провокаційним. Він спробував внести деякі елементи, що більш прийнятно посилалися на сексуальні відносини головних героїв фільму — Гумберта та Лоліти.
На головну чоловічу роль Гумберта розглядалися, зокрема, Лоуренс Олів'є (відмовився), Кері Грант (відмовився), Еррол Флінн (помер до завершення зйомок фільму), Пітер Устінов, Марлон Брандо, Дейвід Нівен, Ноел Ковард. Британського актора Джеймса Мейсона на цю роль було затверджено Кубриком і продюсером фільму Джеймсом Харрісом.
Підбір акторки на роль Лоліти ускладнювався вимогами цензури та можливою реакцією громадської думки. Вік героїні фільму був збільшений із 12 до 14 років. Кубрик пропонував на її роль 17-річну Т'юзді Велд, однак Набоков виразив незгоду із цією кандидатурою. Кубрик переглянув у пошуках акторки більше 800 фотографій, зокрема, розглядалися акторки Джоуі Хізертон, Хейлі Міллс. Улітку 1960 року в шоу Лоретти Янґ Кубрик примітив 14-річну С'ю Лайон, яка до цього протягом року працювала на телебаченні та знімалася в рекламі. Після зустрічі з нею Кубрик представив її фотографії Набокову, який схвалив вибір. Із Лайон був укладений контракт на сім років.
1962 року Стенлі Кубрик для зйомок «Лоліти» переїхав із США до Англії, країни з більш м'якою цензурою.
Фільм став першим твором Кубрика, що породив суспільні суперечки. Оцінки кінокритиків після прем'єри були змішаними — багато хто хвалив його за сміливі рішення, а інші були здивовані відсутністю близькості між головними героями.

## Нагороди
Фільм здобув одну перемогу та чотири номінації «Золотого глобусу», а також мав ще чотири номінації, зокрема, на «Оскар» і BAFTA:
| Премія, фестиваль          | Нагорода                       | Номінант          | Результат |
| -------------------------- | ------------------------------ | ----------------- | --------- |
| «Золотий глобус»           | Найбагатообіцяюча акторка      | Сью Лайон         | перемога  |
| «Оскар»                    | Найкращий адаптований сценарій | Володимир Набоков | номінація |
| BAFTA                      | Найкращий актор                | Джеймс Мейсон     | номінація |
| «Золотий глобус»           | Найкращий актор кіно           | Джеймс Мейсон     | номінація |
| «Золотий глобус»           | Найкраща акторка кіно          | Шеллі Вінтерс     | номінація |
| «Золотий глобус»           | Найкращий режисер кіно         | Стенлі Кубрик     | номінація |
| «Золотий глобус»           | Найкращий актор другого плану  | Пітер Селлерс     | номінація |
| Гільдія режисерів Америки  | Видатні досягнення в кіно      | Стенлі Кубрик     | номінація |
| Венеційський кінофестиваль | Найкращий режисер              | Стенлі Кубрик     | номінація |

## Цікаві факти
- Відкинутий сценарій Набокова припускав появу письменника в епізодичній ролі «дивака із сачком».
- Окуляри у вигляді серденьок, що носить Лоліта, з'являлися тільки на рекламній фотосесії Берта Стерна (в фільмі Лоліта носить звичайні сонячні окуляри).
- Пітер Селлерс придав своєму героєві, Клеру Квілті, голос Стенлі Кубрика.
- У кімнаті місіс Гейз, на шафці, стоїть урна з порохом чоловіка, за нею стоїть православний образок, а над ним, на стіні, висить овальна фотографія чоловіка. Шарлотта Гейз, показуючи Гумберту урну та фотографію, говорить, що це містер Гейз — її покійний чоловік, батько Лоліти. Насправді ж на стіні висить фотографія молодого Набокова.
- Фільм починається з фінальної сцени, описаної в романі, й нею ж закінчується. Розмова саме в сцені починається зі слів:

|  | - Are you Quilty? - No, I'm Spartacus. Have you come to free the slaves or something? |

Це — алюзія, бо попередньою роботою Стенлі Кубрика був саме фільм «Спартак».